# Adetus
Adetus är ett släkte av skalbaggar som ingår i familjen långhorningar.

## Dottertaxa tillAdetus, i alfabetisk ordning[1]
- Adetus aberrans
- Adetus abruptus
- Adetus alboapicalis
- Adetus albosignatus
- Adetus albovittatus
- Adetus analis
- Adetus angustus
- Adetus bacillarius
- Adetus binotatus
- Adetus brasiliensis
- Adetus brousii
- Adetus cacapira
- Adetus catemaco
- Adetus cecamirim
- Adetus columbianus
- Adetus consors
- Adetus costicollis
- Adetus curtulus
- Adetus curupira
- Adetus cylindricus
- Adetus fasciatus
- Adetus flavescens
- Adetus furculicauda
- Adetus fuscoapicalis
- Adetus fuscopunctatus
- Adetus griseicauda
- Adetus inaequalis
- Adetus inca
- Adetus insularis
- Adetus irregularis
- Adetus jacareacanga
- Adetus latericius
- Adetus leucostigma
- Adetus lewisi
- Adetus lherminieri
- Adetus lineatus
- Adetus linsleyi
- Adetus longicauda
- Adetus marmoratus
- Adetus minimus
- Adetus modestus
- Adetus mucoreus
- Adetus multifasciatus
- Adetus nanus
- Adetus nesiotes
- Adetus obliquatus
- Adetus obliquus
- Adetus pacaruaia
- Adetus pictoides
- Adetus pictus
- Adetus pinima
- Adetus pisciformis
- Adetus postilenatus
- Adetus praeustus
- Adetus proximus
- Adetus pulchellus
- Adetus punctatus
- Adetus punctiger
- Adetus pusillus
- Adetus salvadorensis
- Adetus similis
- Adetus sordidus
- Adetus spinipennis
- Adetus squamosus
- Adetus stellatus
- Adetus stramentosus
- Adetus striatopunctatus
- Adetus subcostatus
- Adetus subellipticus
- Adetus tayronus
- Adetus tibialis
- Adetus trinidadensis
- Adetus truncatipennis
- Adetus tuberosus
- Adetus vanduzeei